# Гирмен Вольд-Гіоргіс Лука
Гирмен Вольд-Гіоргіс Лука (амх. ግርማ ወልደ ጊዮርጊስ; 28 грудня 1924 — 15 грудня 2018) — президент Ефіопії з 8 жовтня 2001 до 7 жовтня 2013 року.

## Життєпис
1944 року закінчив Військову академію Олетта, отримавши звання мічмана. 1948 став помічником інструктора з повітряної навігації та управління польотом. 1951 року отримав пост генерального директора міністерства торгівлі, промисловості та планування.
З 1955 року очолював цивільну авіацію Еритреї, яка на той час була частиною федеративної Ефіопії. За два роки отримав пост генерального директора цивільної авіації всієї Ефіопії, того ж року став членом правління Ефіопських авіаліній.
1961 року був обраний до національного парламенту. Обирався на пост спікера парламенту упродовж трьох років поспіль.
8 жовтня 2001 року був одностайно обраний президентом. Другий термін його повноважень завершився у жовтні 2013, на посту президента його замінив Мулату Тешоме.
Володіє мовами оромо, тигринья, амхарською, італійською, англійською, французькою.